# Большая комета 1807 года
C/1807 R1 или Большая комета 1807 года — долгопериодическая комета, которая была видна невооруженным глазом в Северном полушарии с начала сентября до конца декабря 1807 года. Из-за выдающейся яркости её называют большой кометой.

## Открытие

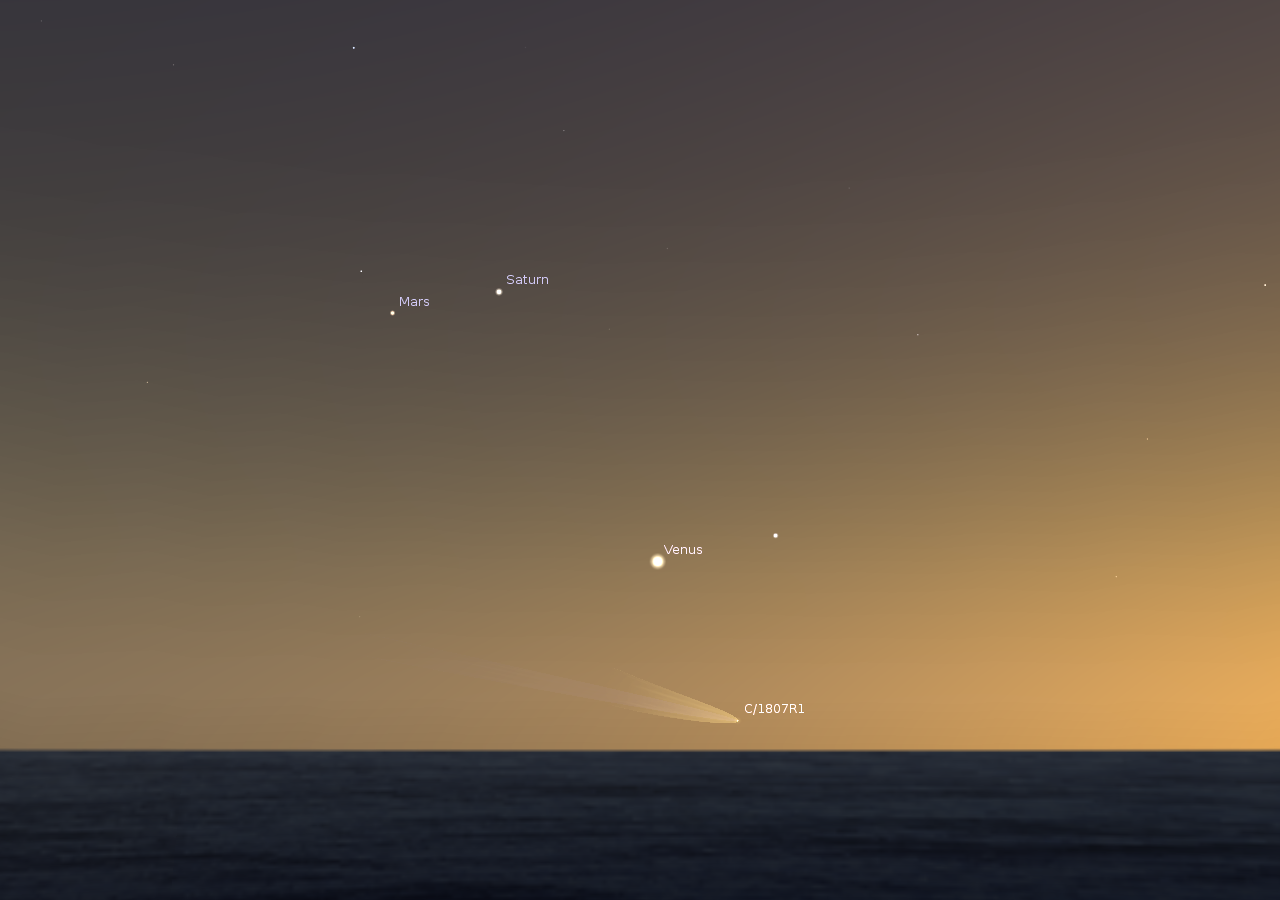
Представление художника о виде западной части неба над Средиземным морем при наблюдении с Сицилии вскоре после захода солнца 9 сентября 1807 года.

Открытие кометы приписывают монаху-августинцу П. Редженте Паризи из Кастроджованни на Сицилии. Он сделал запись о наблюдении кометы очень близко к горизонту ранними сумерками 9 сентября 1807 года, недалеко от Спики, с которой комета сравнялась по яркости. Планеты Венера, Марс и Сатурн также находились рядом с кометой. На следующей неделе свет Луны помешал его наблюдениям, поэтому несколько других наблюдателей в Европе спустя несколько дней независимо обнаружили комету и сообщили об открытии.
Анализ данных об орбите кометы говорит о том, что она могла была обнаружена наблюдателями в Южном полушарии, так как там она стала видна невооружённым глазом на несколько недель раньше, чем в Северном полушарии. Исторических данных о наблюдении кометы до её открытия европейскими астрономами нет. В Австралии комета должна была быть видна в течение всего августа ранними вечерними сумерками у горизонта на западе, а её яркость должна была достигать 1m.

## Наблюдения
Жан-Луи Понс наблюдал комету в Марселе вечерними сумерками 21 сентября; вскоре после этого его коллега Жак-Жозеф Тулис (1768—1810) сделал первое измерение положения кометы на небесной сфере. Данбар отмечал, что комета впервые наблюдалась в Америке «примерно 20 сентября», и указал что геодезист Сет Пиз (1764—1819) начал наблюдения за ней 22 сентября. 20 сентября комета приобрела яркость от 1m до 2m.
В течение следующих 10 дней комета была независимо открыта Жаком Видалем и Оноре Флогергом во Франции, Эдвардом Пиготтом в Англии, Иоганном Сигизмундом Готфридом Хутом и Иоганном Фридрихом Эйле в Германии, а также Гонсалесом в Испании. В Новой Гранаде (Колумбия) комету 26 сентября наблюдал Франсиско Хосе де Калдас. Видаль оценил длину хвоста кометы в 7-8°.
Ближе к концу сентября, удаляясь от Солнца, комета максимально приблизилась к Земле. Её можно было наблюдать невооруженным глазом в течение всего октября. 1 октября Иоганн Элерт Боде сообщил о длине хвоста 5°. 4 октября Хут отметил, что хвост разделился на прямой хвост длиной 6° и более короткий изогнутый хвост. Оба хвоста также наблюдались 20 октября, когда Генрих Вильгельм Ольберс записал, что два хвоста находились друг от друга на расстоянии 1,5°; северный хвост был очень узким, тонким и прямым и имел длину около 10°, а южный хвост был широким, коротким и имел длину около 4,5°.
Спустя несколько дней хвосты уже нельзя было увидеть по отдельности. Наблюдавший комету 24 октября в Натчезе, штат Миссисипи, Данбар смог описать только одиночный хвост, имевший длину 2,7°. Иоганн Иероним Шретер провел точные наблюдательные измерения кометы в Геттингенском университете с 4 октября 1807 года по 18 февраля 1808 года.
В ноябре и декабре комета ещё была видна невооруженным глазом, но её яркость неуклонно уменьшалась, и к концу ноября хвост было трудно различить. 20 ноября Уильям Гершель оценил длину хвоста в 2,5°, но в начале декабря смог обнаружить короткий хвост только при помощи большого рефрактора .
Комету также видел Шарль Мессье, которому в тот момент исполнилось 77 лет. Он отметил, что «комета стала очень красивой и оставалась красивой в течение долгого времени […] она окутывала очень яркое ядро, от которого отходил очень ясный, очень длинный хвост». Несмотря на ухудшавшееся зрение, Мессье смог осуществить несколько наблюдений кометы в телескоп.
После января 1808 года комета не наблюдалась невооруженным глазом. Телескопические наблюдения кометы были осуществлены 19 февраля Ольберсом, 24 февраля Фридрихом Вильгельмом Бесселем и 28 февраля, после долгих поисков, Данбаром. Последний раз комета наблюдалась в телескоп Винсентом Вишневским в Санкт-Петербурге 27 марта 1808 года.

## Орбита
На основании данных о наблюдении за кометой за период 187 дней, Бессель вычислил её орбиту, которая была вытянутой и наклоненной примерно на 63° к эклиптике. В точке перигелия 19 сентября 1807 года комета находилась примерно в 0,646 а. е. от Солнца. 11 сентября 1807 года комета находилась примерно в 0,775 а. е. от Венеры, а 15 сентября сближалась на 0,836 а. е. с Марсом. 26 сентября комета приблизилась к Земле на расстояние около 1,15 а. е.; для большой кометы это расстояние необычно велико. Только две другие известные большие кометы имели орбиту с минимальным расстоянием от Земли, превышающим 1 а. е.: Большая комета 1811 года и комета Хейла-Боппа.
Когда была открыта Большая комета 1881 года (C/1881 K1), изначально её первооткрыватель Джон Теббут счёл её возвращением кометы 1807 года из-за очевидного сходства орбит между ними.

## Научная значимость

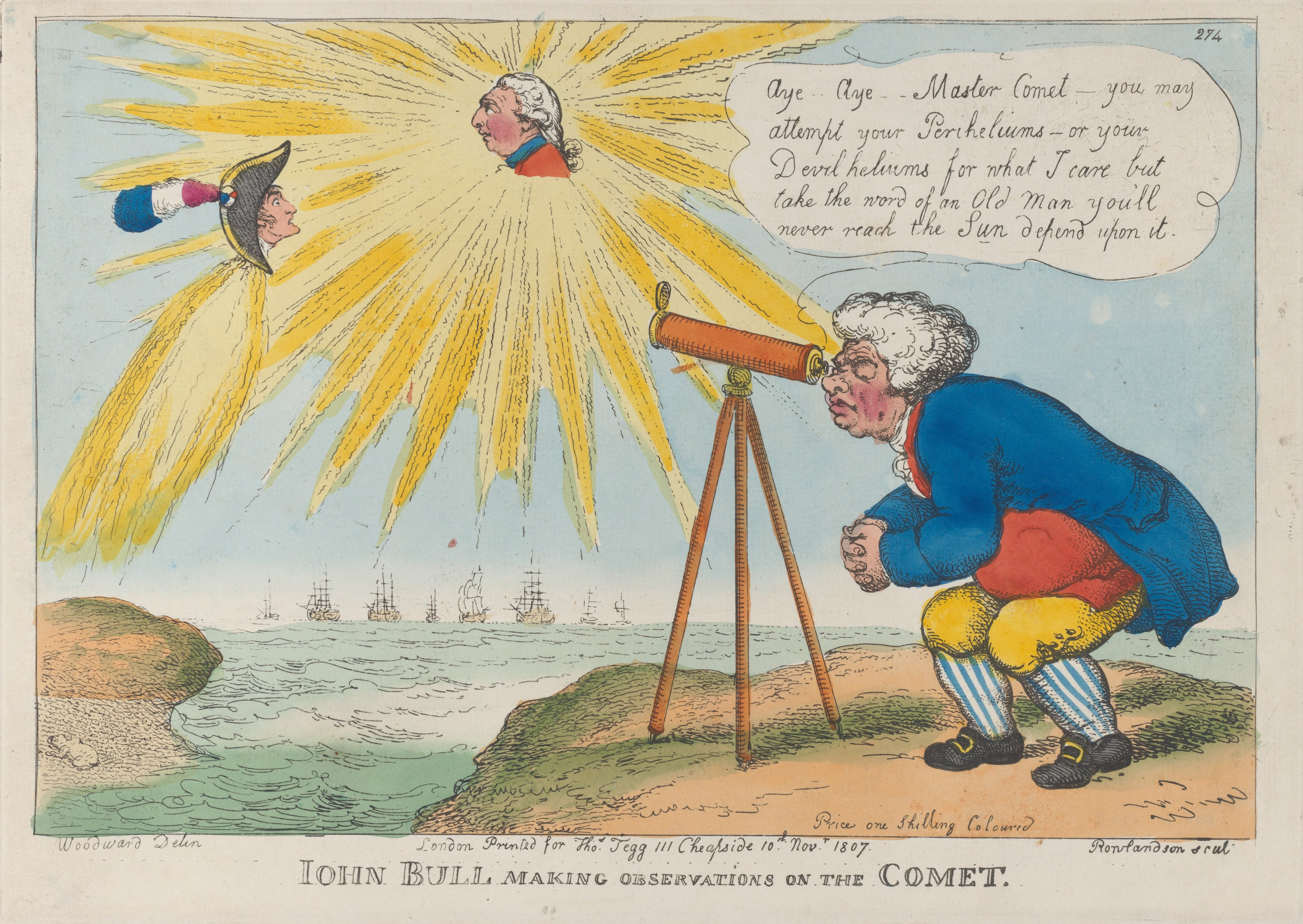
Джон Булль наблюдает за кометой

Первый расчёт параметров орбиты кометы, осуществлённый в октябре 1807 года Боде, Иоганном Карлом Буркхардтом и Францем Триснекером, говорил о том, что она является параболической. Изначально вычисления Бесселя также приводили к выводу о параболической орбите, однако после того, как были учтены дополнительные воздействия, он сделал вывод о том, что орбита является эллиптической. Однако вычисления всё ещё не согласовывались с наблюдаемыми параметрами орбиты. Бессель смог разработать новый метод вычисления элементов орбиты, учитывающий изменяющееся гравитационное влияние Солнца и планет, рядом с которыми проходила орбита кометы, и учитывающий данные наблюдений. Бессель использовал метод наименьших квадратов, разработанный несколькими годами ранее Карлом Фридрихом Гауссом.
Благодаря тому, что комета наблюдалась в течение более чем шести месяцев, вычисленные Бесселем параметры орбиты можно было сопоставить с наблюдаемыми, что подтвердило их точность. Большая комета 1807 года — первая известная нам долгопериодическая комета (помимо кометы Галлея), для которой было эмпирически установлено, что она движется по эллиптической, а не по параболической орбите.